# Michalis Pelekanos
Michail „Michalis“ Pelekanos  (griechisch Μιχαήλ «Μιχάλης» Πελεκάνος; * 25. Mai 1981 in Korydallos) ist ein griechischer Basketballspieler, der bei einer Körpergröße von 1,99 m auf den Positionen des Shooting Guards bzw. des Small Forwards eingesetzt werden kann.

## Karriere

### Auf Vereinsebene
Seine Karriere begann Pelekanos 1999 beim GS Peristeri. Dort hatte er einen Fünfjahresvertrag unterschrieben. Mit Vollendung seines Kontraktes wechselte er innerhalb der A1 Ethniki zu AEK Athen. Die Saison 2006/07 verbrachte er bei Panellinios Athen und folgend lockte ihn Real Madrid zur Saison 2007/08 in die Liga ACB. Zurück in Griechenland spielte er ab 2008 für Olympiakos Piräus die ihn zur Saison 2009/10 an den GS Marousi verliehen hatten. Mit Olympiakos gewann er in der Saison 2011/12 die EuroLeague sowie die griechische Meisterschaft. Danach wechselte er zu Aris Saloniki, für den er bis 2014 spielte. Folgend wechselte er ein weiteres Mal ins Ausland und verbrachte die Saison 2014/15 bei CSU Asesoft Ploiești, mit dem er sich die rumänische Meisterschaft erspielen konnte. Zur Saison 2015/16 holte ihn Aris zurück in die griechische Basketballliga. Mit diesem erspielte sich Pelekanos den vierten Rang der Liga. Im darauffolgenden Sommer gab Pelekanos seinen Wechsel in die zweite Liga bekannt und wechselte zu Panionios Athen.

### Nationalmannschaft
Pelekanos gehörte zum Aufgebot der griechischen Nationalmannschaft bei der in Spanien ausgetragenen Europameisterschaft von 2007 und bei den Olympischen Spielen von 2008.